# Елиуй
Елиуй также Элиуй, Елигу, Елиу (ивр. אֱלִיהוּא‎ — «Бог мой Он» или «Бог мой — Он Иегова») — возможно племянник Аврааму, персонаж библейской книги Иова. В ней он называется Вузитянином, то есть происходил от Вуза, сына Нахора от Милки (Быт. 22:21) и, следовательно, был родственник Аврааму.
В своей речи к Иову (Иов. 32-37) он называет себя «молодым летами», в сравнении c остальными друзьями Иова: «Я млад летами, а вы старцы; потому я робел и боялся открывать пред вами знание моё» (Иов. 32:6). Он старается примирить спорящих и доказывает, что бедствия посылаются на людей Богом, чтобы побудить их к раскаянию.
Талмуд, согласно Еврейской энциклопедии Брокгауза и Ефрона, из его слов «Я боялся (יתלחז‎) высказать пред вами мою мысль» делает вывод: тот, кто авторитетно выступает в присутствии своего учителя, заслуживает смерти от укуса змеи (לחז‎; Эрувин, 63а).
В введении к книге Иова Елиуй не упоминается, и его речи содержатся только в главах 32—37, что послужило поводом сделать предположение, что речи эти были вставлены в книгу Иова другим автором много позже.
Елиуй красноречиво и поэтично изображает в своей речи величие и чудные дела Господа:

Вот, Бог велик и мы не можем познать Его, число лет Его неизследимо. Он собирает капли воды; они во множестве изливаются дождем. Кто может также постигнуть протяжение облаков, треск шатра Его?.. Он скрывает в дланях Своих молнию и повелевает ей, кого разить…
— Иов. 36:26–32

Под всем небом раскат его (грома) и блистание его до краев земли… Снегу Он говорит: будь на земле; равно мелкий дождь и большой дождь в Его власти… От юга приходит буря, от севера стужа. От дуновения Божия происходит лед и поверхность воды сжимается. Светлая погода приходит от севера и окрест Бога страшное великолепие. Вседержитель! Мы не постигаем Его. Он велик силою, судом и полнотою правосудия. Он никого не угнетает. Посему да благоговеют пред Ним люди и да трепещут пред Ним все мудрые сердцем.
— Иов. 37:3–24